# Mole sua stat

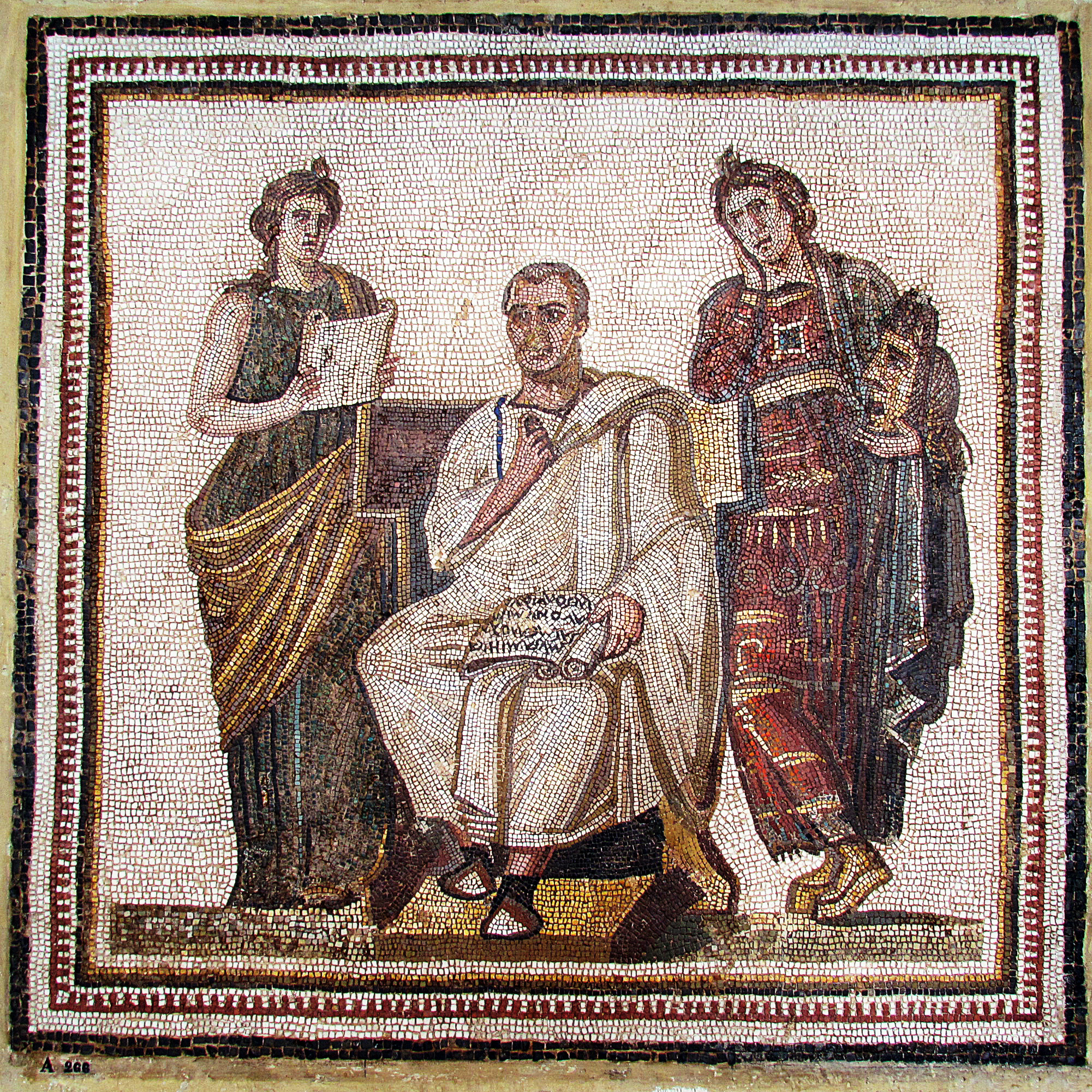
Virgilio con lEneide tra Clio e Melpomene (Museo nazionale del Bardo, Tunisi)

Stemma della famiglia Colonna

Mole sua stat (in italiano sta fermo sul suo peso, sta fermo sulla sua grandezza) è un motto della famiglia principesca romana dei Colonna. La frase va unita al principale simbolo della casata, che è appunto una colonna. 
La frase è tratta da un verso dell'Eneide (X, v. 771) riferito a Enea che attende con fermezza l'assalto del nemico Mezenzio.
Il motto compare fra l'altro sul basamento di un'antica colonna romana, posta all'ingresso del Palazzo Colonna di Marino, storico feudo colonnese in provincia di Roma.